# Свобода, Рудольф (младший)

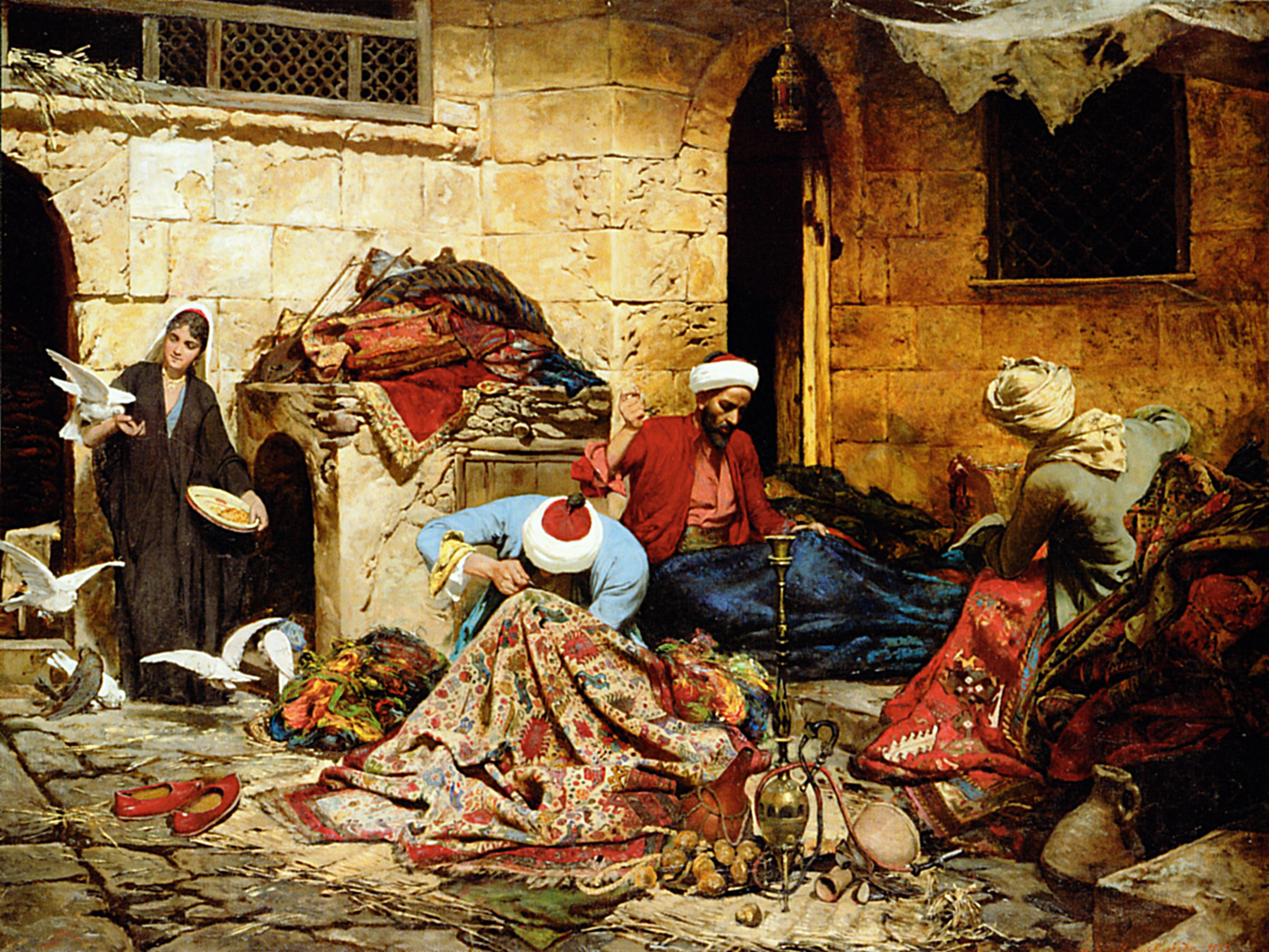
Ремонтирующие ковры, Рудольф Свобода

Рудольф Леопольд Свобода младший (нем. Rudolf Swoboda der Jüngere; 4 октября 1859, Вена — 24 января 1914, Вена) — австрийский художник XIX века, работал в жанре ориентализм. Сын художника и литографа Эдварда Свободы и Жозефины Мюллер, сестры ведущего венского художника Леопольда Карла Мюллера, специализировавшегося на восточных темах. Брат придворной портретистки королевы Виктории, Йозефины Свободы. 

## Биография
Первые свои уроки Рудольф Свобода брал у Эрменеджильдо Антонио Донадини, а с октября 1878 года по лето 1884 года учился у своего дяди Леопольда Карла Мюллера, от которого перенял интерес к восточному искусству, и в январе 1879 года вместе с ним совершил путешествие в Каир, Египет. Есть мнение, что Свобода впоследствии шесть раз посещал эту страну в период с 1880 года по 1891 год. Вернувшись в конце февраля 1879 года из египетской поездки Рудольф отслужил год на военной службе, прежде чем вернуться на учёбу к дяде.
В 1885 году последовал за дядей в Лондон, где был представлен королеве Виктории влиятельным австрийским художником Генрихом фон Ангели. Для подготовки Колониальной и Индийской выставки из разных стран в Лондон были присланы представители разных народов, в том числе и 34 индийских ремесленников (ткачей, гончаров, кузнецов по меди и скульпторов). В 1886 году королева Виктория заказала Свободе портреты пяти индийцев и ещё трёх других людей: киприотского ткача, малайского портного, добытчика алмазов с Мыса Доброй Надежды. Виктории получившиеся полотна понравились настолько, что она оплатила поездку Свободы в Индию, чтобы последний запечатлел на своих картинах ещё больше представителей разных национальностей и народов Индийского субконтинента.
Прибыв в октябре 1886 года в Бомбей, Рудольф Свобода посетил в этом же году Агру, Равалпинди, Пешавар, а лето 1887 года провёл в Пенджабе с Локвудом Киплингом, главой Mayo School of Art в Лахоре. В ноябре 1887 Свобода написал письмо секретарю королевы о намерении остаться в Индии подольше. Итогом поездки, закончившейся в 1888 году и затронувшей также Афганистан и Кашмир, стала группа из сорока трёх небольших, не более восьми дюймов в высоту картин, на которых Свобода запечатлел множество коренных жителей Индии, а также ряд представителей британской администрации этой страны.
Во время своего нахождения в Пенджабе с Локвудом Киплингом Рудольф Свобода часть времени проводил и с его молодым сыном Редьярдом Киплингом. Распространено мнение, что именно о Свободе говорится в письме Редьярда Киплинга к своему другу зимой 1889 года, где написано о двух австрийских художниках, среди прочих карикатурных описаний названных «австрийскими маньяками».
По возвращении в Индию Свобода нарисовал два портрета Абдула Карима, любимого слуги королевы Виктории, в 1888 и 1889 годах соответственно, а также портрет её повара Гхулама Мустафы. Большинство из его индийских полотен хранится в Осборн-хаусе, резиденции королевы Виктории, куда были перевезены в 1894 году.
Наиболее значимой работой Рудольфа Свободы считается картина «A Peep at the Train», выставлявшаяся в 1892 году в Королевской академии художеств.